# 半斑吻棘鰍
半斑吻棘鰍為輻鰭魚綱合鰓目刺鰍亞目刺鰍科的其中一種，分布於亞洲湄公河、湄南河流域，體長可達19.2公分，棲息在河川溪流的中底層水域，屬肉食性。